# Euclystis ustipennis
Euclystis ustipennis là một loài bướm đêm trong họ Erebidae.